# Leikanger
Leikanger je naselje središte istoimene općine i okruga Sogn og Fjordane u Norveškoj. 

## Zemljopis
Grad se nalazi u zapadnoj Norveškoj u regiji Vestlandet (Zapadna Norveška) u središnjem dijelu fjorda Sognefjorden. 

## Stanovništvo
Prema podacima o broju stanovnika iz 2010. godine u općini živi 2.182 stanovnika. 

## Gradovi prijatelji
- Ribe,  Danska

## Vanjske poveznice
- stranice općine[neaktivna poveznica]

### Ostali projekti
|  | Zajednički poslužitelj ima još gradiva o temi Leikanger |